# ساسكيا مولدر
ساسكيا مولدر (بالهولندية: Saskia Mulder)‏ هي كاتِبة وممثلة هولندية، ولدت في 18 مايو 1973 في هولندا.

## أعمال

### أفلام
- (2000) الشاطئ[3]
- (2005) ذا ديسنت[4]
- (2009) ذا ديسنت 2

## وصلات خارجية
- ساسكيا مولدر على موقع IMDb (الإنجليزية)
- ساسكيا مولدر على موقع ألو سيني (الفرنسية)
- ساسكيا مولدر على موقع أول موفي (الإنجليزية)
- ساسكيا مولدر على موقع قاعدة بيانات الأفلام السويدية (السويدية)
- ساسكيا مولدر على موقع قاعدة بيانات الفيلم (الإنجليزية)
- ساسكيا مولدر على موقع كينوبويسك (الروسية)